# Kana bispinosa
Kana bispinosa är en insektsart som beskrevs av Chandrasekhara A. Viraktamath och Wesley 1988. Kana bispinosa ingår i släktet Kana och familjen dvärgstritar. Inga underarter finns listade i Catalogue of Life.